# Lohrlein
Lohrlein is een historisch merk van motorfietsen.
De Lohrlein was een Duitse offroadmotor, in 1980 gebouwd door Peter Lohrlein. Deze bijzondere 175cc-machine had een monocoque frame en een vreemdsoortige swingarm voorvork. De beide wielen leken op autowielen en waren van geperst staal gemaakt. Het blokje kwam van Sachs.